# Djadja Vanja
Djadja Vanja (russisk: Дядя Ваня) er en sovjetisk spillefilm fra 1970 af Andrej Kontjalovskij.

## Medvirkende
- Innokentij Smoktunovskij som Ivan Voinitskij
- Sergej Bondartjuk som Dr. Mikhail Lvovitj Astrov
- Irina Kuptjenko som Sofia Aleksandrovna Serebrjakova
- Irina Miroshnitjenko som Helena Andrejevna Serebrjakova
- Irina Anisimova-Wulf som Marija Vasiljevna Voinitskaja